# Burderop Wood
Burderop Wood är en skog i Storbritannien.   Den ligger i riksdelen England, i den södra delen av landet, 110 km väster om huvudstaden London.